# 南由介
南 由介（みなみ ゆうすけ）は、日本の刑法学者。日本大学教授。法学修士。

## 経歴
- 明治学院大学法学部法律学科卒業。
- 慶應義塾大学大学院法学研究科博士前期課程修了。
- 慶應義塾大学大学院法学研究科博士後期課程単位取得退学。
- 桃山学院大学法学部准教授。
- 鹿児島大学法文学部准教授。
- 日本大学法学部教授。

## 研究内容
- 主な研究テーマは「故意論、錯誤論、違法性の意識」である。

## 著書・業績
- 『よくわかる刑法』（ミネルヴァ書房　共著）

## 関連人物
- 井田良